# Kessleria malgassaella
Kessleria malgassaella is een vlinder uit de familie van de stippelmotten (Yponomeutidae). De wetenschappelijke naam van de soort werd in 1955 gepubliceerd door Pierre Viette.